# カストゥーシュ・カリノーウスキ

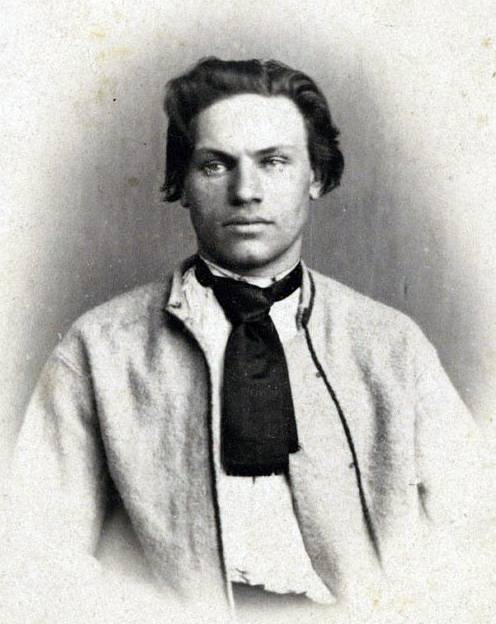
カストゥーシュ・カリノーウスキ

カストゥーシュ・カリノーウスキ（ベラルーシ語: Касту́сь Каліно́ўскі, ラテン文字転写: Kastuś Kalinoŭski）またはヴィンツェーント・カンスタンチーン・カリノーウスキ（ベラルーシ語:  Вінцэ́нт Канстанці́н Каліно́ўскі, ラテン文字転写: Vincent Kanstancin Kalinoŭski; 1838年 - 1864年3月24日）は、民族ベラルーシ人の作家、ジャーナリスト、弁護士、民族革命家。ベラルーシおよびリトアニアの民族復興の指導者、また旧ポーランド・リトアニア共和国の復活を企図した1月蜂起のリトアニア大公国地域における指導者の一人であった。ポーランドではコンスタンティ・カリノフスキ（ポーランド語: Konstanty Kalinowski）、リトアニアではコンスタンティナス・カリナウスカス（リトアニア語: Konstantinas Kalinauskas）と呼ばれる。

## 生涯
カリノーウスキはビャウィストク近郊のモストヴラヌィ荘園（現在のポーランド領）で農地管理人を務める貧窮シュラフタの家に生まれた。彼はスビスラチュにあった地元の学校を1855年に卒業すると、モスクワの民法学校で勉強を始めた。まもなくカリノーウスキはサンクトペテルブルクに移り、サンクトペテルブルク大学で研究を続けるかたわら、何件かのポーランド人学生の陰謀計画や地下の文化活動団体に参加するようになった。1860年に学業を修めると彼はフロドナに戻り、同地で革命家としての活動を続けた。
カリノーウスキは『小作農の真実』（ベラルーシ語: Mużyckaja praŭda）という名前の地下新聞の発行を始めた。同紙は最初期のベラルーシ語（ただしラテン文字表記）の定期刊行物の一つであるが、またポーランド語版も発行されていた。文筆活動では、彼はロシアに支配された旧ポーランド・リトアニア共和国の人々全てを解放する必要があること、ギリシア・カトリック教会とベラルーシ語を保存、振興していくべきことを主張した。カリノーウスキはまた民族解放のために小作農たちを運動に参加させることを理想としていたが、こうした発想は当時の地主階級の間では支配的な考えだった。さらに、彼はポーランド・リトアニア共和国の民主主義、寛容、自由の伝統を重んじ、ロシア帝国による文化面での民族抑圧政策に反対していた。
1月蜂起の発生後、カリノーウスキは地下組織「ヴィルノ・リトアニア地域協会」に加入した。まもなく、彼はグロドノ県におけるポーランド国民政府の政府委員の地位を与えられた。彼は文筆活動のおかげで小作農や地主のあいだで有名人になっていたため、彼の指揮下にはパルチザンの集団がすぐに結集した。カリノーウスキはさらにリトアニア政府全権委員（ポーランド語: Komisarz Pełnomocny Rządu na Litwę）にまで昇進したため、パルチザンたちの総司令官として現在のポーランド東部、リトアニア、ベラルーシ、ウクライナの各地域で戦いを指揮した。
当初カリノーウスキの指揮する蜂起軍はロシア軍に対して勝利を収めていたが、ロシア政府が鎮圧のために12万人もの大軍を投入すると、敵を相手に小競り合いを演じるのが精いっぱいとなり、次々に敗退を重ねた。結局、カリノーウスキは部下の裏切りにあってロシア当局に引き渡された。ヴィルノ（現在のヴィリニュス）の監獄に収監されたカリノーウスキは、獄中で彼の最も有名な作品となる『絞首台の下からの手紙』（Pismo z-pad szybienicy）を執筆した。これは彼が自分の信条を情熱的に同胞たちに語りかける書簡である。カリノーウスキはロシア政府に対する反乱を指揮したかどで軍法会議にかけられ、死刑を宣告された。カリノーウスキは1864年3月24日、ヴィルノのルキシュケース地区で公開処刑となった。
中欧、東欧の諸民族を解放するための運動を指導したことで、カリノーウスキはベラルーシ、リトアニア、ポーランドなどの民族英雄とされている。